# 姊妹錢
姊妹錢，又稱姊妹紅包、姊妹利市，是开门钱中的一项，是男方给新娘的姊妹们，包括親姊妹、堂姊妹、姊妹團等。
在部份地區，姊妹钱非必须，而是取决于新娘是否在婚宴上向所有长辈们行叩拜礼而得到磕头钱：新人双方家庭须在婚礼之前决定是否同意将来新娘拜堂后要向所有长辈们行磕头礼。如是，每位受拜长辈则须给新娘一笔磕头钱，同时男方接新娘时也须给女方姊妹钱。如否，新娘则得不到任何磕头钱，而姊妹钱也随之取消。
從前中国已出嫁的姊妹们无法频繁的从夫家回来孝敬父母，和娘家人经常团聚，所以姊妹钱的寓意包括代表不分离。新娘每位姊妹所分得姊妹钱之金额绝对不可超过新娘稍后在婚宴上叩拜每位长辈所得的每笔磕头钱之最低限额，否则会因抢了新娘喜气而大不吉利。之所以有此限制是因为新娘可能需叩拜至少几位、十几位、几十位，甚至愈百位双方亲属，所以能拿多笔磕头钱。但娶走新娘而造成姊妹分离之痛的只是新郎一人，因而姊妹钱只有新郎一人给，所以新娘每位姊妹所分得的姊妹钱之金额必须和新娘所得每笔磕头钱单独相比（即从一个人所得之金钱相比），而不是和新娘所得全部磕头钱之总和相比。这个受到中国传统礼教严格规范的限制之另外一个重要原因是新娘于婚礼上可叩拜多人，但却绝对不会嫁给多人，只能嫁给新郎一人：假如新娘每位姊妹所分得姊妹钱之金额是按新娘所得全部磕头钱之总和分配，那即使新娘每位姊妹所分得的姊妹钱之金额低于新娘所得全部磕头钱，那也绝对不可，因为此举在古代中国等同侮辱新娘是妓女，盖因傳統中国社会中，妻子只服侍丈夫一人，只有妓女才会接客服侍多个男人。由此，新娘每位姊妹所分得的姊妹钱之金额必须和新娘所得每笔磕头钱单独相比的规定在古代中国社会被更进一步的强化。
在現代香港、澳門，姊妹錢這一婚俗一直保留至今，但只限於新娘的親姊妹以及姊妹團成員，而且一般是必須，是感謝姊妹團在婚禮上幫忙的謝禮。在中國大陸1950年代之後，姊妹錢習俗一度絕跡。近年後來受港澳文化影響，又再恢復姊妹錢習俗。

## 各人分得錢財差異

### 傳統
依中国古代传统礼教，古时新娘姊妹们分讨得的姊妹钱时是不能均分的，而必须按中国传统礼教所规定的长幼尊卑，血缘远近而有多有少，但其差额微乎其微，完全是是象征性的，只须区区数文到一元即可。新娘地位越高的姊妹，得到的姊妹钱越多。新娘姊妹地位的高低取决于其母的地位，正妻高于妾，而妾又有不同等级。新娘姊妹的地位和所分姊妹钱之多少按以下顺序分：
1. 新娘的由母亲是元配/平妻所生的嫡出年长亲姊妹
2. 新娘的由母亲是元配/平妻所生的嫡出年幼亲姊妹
3. 新娘的由母亲是填房所生的年长亲姊妹
4. 新娘的由母亲是填房所生的年幼亲姊妹
5. 新娘的由母亲是妾所生的庶出年长亲姊妹
6. 新娘的由母亲是妾所生的庶出年幼亲姊妹
7. 新娘的由母亲是元配/平妻所生的嫡出年长堂姊妹
8. 新娘的由母亲是元配/平妻所生的嫡出年幼堂姊妹
9. 新娘的由母亲是填房所生的年长堂姊妹
10. 新娘的由母亲是填房所生的年幼堂姊妹
11. 新娘的由母亲是妾所生的庶出年长堂姊妹
12. 新娘的由母亲是妾所生的庶出年幼堂姊妹
13. 新娘的由母亲是元配/平妻所生的嫡出年长姑表姊妹
14. 新娘的由母亲是元配/平妻所生的嫡出年幼姑表姊妹
15. 新娘的由母亲是填房所生的年长姑表姊妹
16. 新娘的由母亲是填房所生的年幼姑表姊妹
17. 新娘的由母亲是妾所生的庶出年长姑表姊妹
18. 新娘的由母亲是妾所生的庶出年幼姑表姊妹
19. 新娘的由母亲是元配/平妻所生的嫡出年长舅表姊妹
20. 新娘的由母亲是元配/平妻所生的嫡出年幼舅表姊妹
21. 新娘的由母亲是填房所生的年长舅表姊妹
22. 新娘的由母亲是填房所生的年幼舅表姊妹
23. 新娘的由母亲是妾所生的庶出年长舅表姊妹
24. 新娘的由母亲是妾所生的庶出年幼舅表姊妹
25. 新娘的由母亲是元配/平妻所生的嫡出年长姨表姊妹
26. 新娘的由母亲是元配/平妻所生的嫡出年幼姨表姊妹
27. 新娘的由母亲是填房所生的年长姨表姊妹
28. 新娘的由母亲是填房所生的年幼姨表姊妹
29. 新娘的由母亲是妾所生的庶出年长姨表姊妹
30. 新娘的由母亲是妾所生的庶出年幼姨表姊妹

其中，母亲为妾又更进一步影响到新娘庶出亲/堂/表姊妹所应分得的姊妹钱之多少：妾的等级越高，其庶出女儿作为新娘的亲/堂/表姊妹的地位也相应越高，所分得的姊妹钱就越多。反之，妾的等级越低，其庶出女儿作为新娘的亲/堂/表姊妹所分得的姊妹钱就越少。不管多少，庶出姊妹所得均不能超过嫡出姊妹的份额。因为古代中国为父系社会，女儿出嫁后就是别人家的人了，嫁给不同人家的女儿们鲜少能像婚前那样一直共聚一堂。所以女儿们不能像儿子们那样一直陪伴父母，因而姊妹钱一般均由新娘姊妹们分。
姊妹钱的另一意义是指新娘自己就要离开这个家了，对父母的孝敬也再不同以往了，希望在父母身边的兄弟姊妹替自己多照料父母，因此一些地区也有允许新娘的嫂子们，弟媳们和兄弟们也参与分姊妹钱的习俗。但新娘的兄弟们绝对不可以参加讨钱，只可参与分钱。绝大多数情况下，大部分地区只限于新娘的姊妹们，嫂子们和弟媳们参与讨姊妹钱。在大部份地區，新娘的闺密即使其与新娘的关系比新娘親姊妹与新娘的关系还亲近，也绝对不可参与，因其与新娘即没有血缘关系，也没有姻亲关系，不能对新娘父母尽孝。
除了以上中国古代传统礼教的规定外，有些不同地域又各有更多的的限制：如一些地方只限尚与新娘同住一起的姊妹们参与讨要分得姊妹钱，一些地方只限新娘的未婚姊妹参与讨要分得姊妹钱。一些地方不但只限尚与新娘同住一起的姊妹们，也同时更进一步只限其中的的未婚姊妹参与讨要分得姊妹钱。允许新娘的嫂子们和弟媳们分姊妹钱时，每位嫂子和弟媳所分得的也按宗法及嫡庶制度有所不同，取决于其生母的名分，按以下顺序有多有少：
1. 新娘的由母亲是元配/平妻所生的嫡出年长兄弟的元配/平妻
2. 新娘的由母亲是元配/平妻所生的嫡出年长兄弟的填房
3. 新娘的由母亲是元配/平妻所生的嫡出年长兄弟的妾
4. 新娘的由母亲是元配/平妻所生的嫡出年幼兄弟的元配/平妻
5. 新娘的由母亲是元配/平妻所生的嫡出年幼兄弟的填房
6. 新娘的由母亲是元配/平妻所生的嫡出年幼兄弟的妾
7. 新娘的由母亲是填房所生的年长兄弟的元配/平妻
8. 新娘的由母亲是填房所生的年长兄弟的填房
9. 新娘的由母亲是填房所生的年长兄弟的妾
10. 新娘的由母亲是填房所生的年幼兄弟的元配/平妻
11. 新娘的由母亲是填房所生的年幼兄弟的填房
12. 新娘的由母亲是填房所生的年幼兄弟的妾
13. 新娘的由母亲是妾所生的庶出年长兄弟的元配/平妻
14. 新娘的由母亲是妾所生的庶出年长兄弟的填房
15. 新娘的由母亲是妾所生的庶出年长兄弟的妾
16. 新娘的由母亲是妾所生的庶出年幼兄弟的元配/平妻
17. 新娘的由母亲是妾所生的庶出年幼兄弟的填房
18. 新娘的由母亲是妾所生的庶出年幼兄弟的妾

同堂表姊妹分钱一样，母亲为妾又更进一步影响到新娘庶出嫂子和弟媳所应分得的姊妹钱之多少：妾的等级越高，其庶出女儿作为新娘的嫂子和弟媳的地位也相应越高，所分得的姊妹钱就越多。反之，妾的等级越低，其庶出女儿作为新娘的嫂子和弟媳所分得的姊妹钱就越少。每位兄弟的名分低的配偶所得均不能超过名分高的配偶的份额。依傳統，姊妹们接过姊妹钱后，须从中抽出一成至五成封回利是给男家兄弟，上写“姊妹茶点金”。具体退还多少因不同地区而不同，一般均是将姊妹钱封回利是的金额与揣怀钱挂钩：如揣怀钱全部是由男方出，则封回利是为五成。如揣怀钱全部是由女方出，则封回利是只需一成。男方提供揣怀钱的比例越高，女方退还的封回利是就越高。反之，男方提供揣怀钱的比例越低，女方退还的封回利是也越低。
民国以降提倡實行一夫一妻制，妻妾尊卑之封建礼教也随之废除，所以现在讨得的姊妹钱一般均分。，

## 變異
1950年后在中国大陆曾一度绝迹，但近年来受港澳文化影響，在中国大陆再度出現。部份人卻借机敛财和明目张胆的敲诈勒索，有時姊妹钱也高于新娘的磕头钱，更有在新人举行西式婚礼时新郎也被女方狮子张大口索要姊妹钱。由于姊妹钱的数目庞大，而且多是没有事前协商好，造成新人家庭双方关系恶化，反目成仇，甚至婚礼被取消。而此恶习陋俗也正是被公众所诟病之处。
在這種變異情況下，不但封回利是已不常见，甚至连新娘姊妹们也分不到讨得的姊妹钱，肇因新娘父母多用姊妹钱为儿子彩礼增资。